# 安国市
安国市是中华人民共和国河北省的一个县级市，由保定市代管，素有“药都”和“天下第一药市”之称，與安徽亳州同為南北中藥材集散地。现在通常意义上的安国主要指祁州镇。市人民政府駐祁州大路94號。

## 历史沿革
汉武帝元狩六年（前117年）始置安国县，属中山郡；东汉、曹魏皆因之；西晋、北魏属博陵郡；隋改义丰县，属博陵郡；唐属定州；北宋改蒲阴县，景德元年（1004年）祁州治所迁至此，属河北西路；金因之；元属保定路；明省蒲阴县入祁州，属京师保定府；1913年改祁县，1914年改为安国县，1991年升为安国市，属河北省。

## 行政区划
全市辖2个街道办事处、6个镇、3个乡：
药都街道、祁州路街道、伍仁桥镇、石佛镇、郑章镇、大五女镇、西佛落镇、西城镇、明官店乡、南娄底乡、北段村乡和现代中药工业园区。

## 人口
2021年末，安國户籍人口403759人，其中：城鎮户籍人口147417人。户籍人口城鎮化率為36.5%。全市常住人口為356926人，其中城鎮人口191404人，城鎮化率53.63%，比上年提高1.33個百分點。全年出生人口1608人，出生率為3.83‰；死亡人口1666人，死亡率為3.97‰；自然增長率為-0.14‰。

## 交通
- 铁路：朔黄铁路（朔州－黄骅）安国站
- 公路： 230国道、 337国道、 231省道、 233省道